# Josep II del Sacre Imperi Romanogermànic

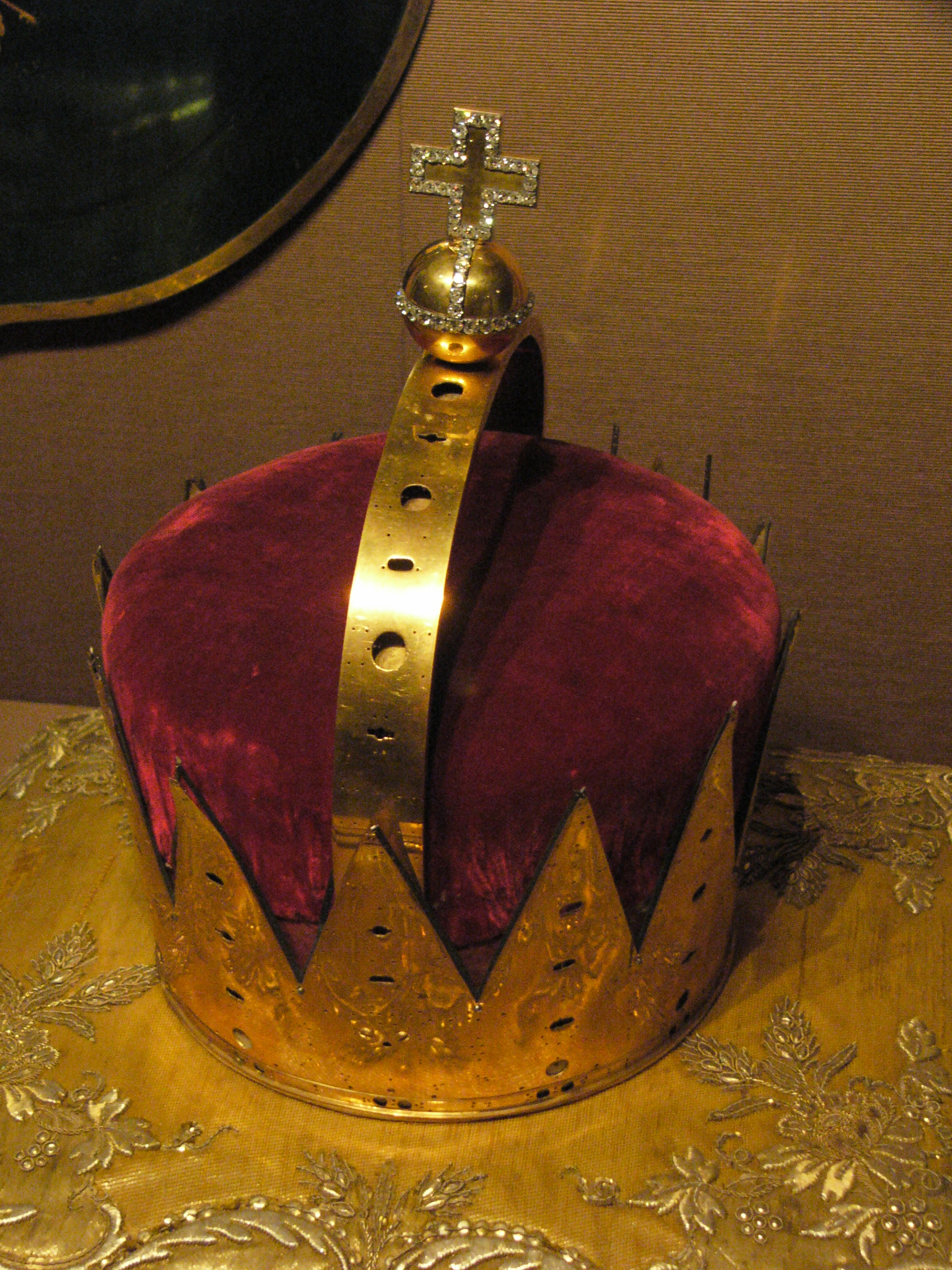
Corona de Josep II

Josep II del Sacre Imperi Romanogermànic (Schönbrunn, Sacre Imperi Romanogermànic 1741 – Viena 1790) fou un arxiduc d'Àustria que va esdevenir emperador romanogermànic (1765-1790), rei de Bohèmia i Hongria, així com la resta de títols tradicionalment vinculats a la Casa d'Àustria (1780 - 1790).
Es considera un dels representants del despotisme il·lustrat, va governar donat suport i influït pel seu canceller d'Estat Wenzel Anton, Príncep de Kaunitz-Rietberg. Va mostrar interès per les idees enciclopedistes. Va Intentar modernitzar, impulsar i racionalitzar el funcionament de l'administració amb un programa de reformes amb l'objectiu de construir un Estat unitari centralitzat amb l'alemany com llengua administrativa.

## Biografia
Nascut al Palau de Schönbrunnel dia 13 de març de l'any 1741 essent fill de l'emperador Francesc I i de l'arxiduquessa Maria Teresa I d'Àustria. L'arxiduc, declarat hereu, era net per via paterna del duc Leopold I de Lorena i de la princesa Elisabet Carlota d'Orleans mentre que per via materna ho era de l'emperador Carles VI, emperador romanogermànic i de la princesa Elisabet Cristina de Brunsvic-Wolfenbüttel.
Fou germà de Leopold II del Sacre Imperi Romanogermànic, Ferran III de Mòdena i cunyat de Ferran I de les Dues Sicílies i Lluís XVI de França.
Va ser contemporani de Wolfgang Amadeus Mozart, el cèlebre compositor. L'any 1790 (any de la mort de Josep II) Mozart va estrenar Cosí fan tutte.
Josep II va contraure matrimoni en dues ocasions, la primera amb la princesa Isabel de Borbó-Parma, filla del duc Felip I de Parma, amb la qual va tenir una filla anomenada Maria Teresa que va morir prematurament. Després de la defunció de la seua primera esposa, Isabel, es va casar amb Josefina de Baviera, filla de Carles Albert, elector de Baviera. Com que a Josep II no li van sobreviure fills barons el va succeir el seu germà Leopold II.

### Dèspota il·lustrat
Va iniciar una política de liberalització comercial ("lliure comerç i llibertat religiosa"), es va fomentar el desenvolupament de la "indústria" i es va unificar el sistema fiscal, iniciatives basades en idees mercantilistes amb les quals es va tractar d'impulsar l'economia. Va abolir la servitud i les corporacions en donar garanties als camperols sobre la propietat permetent la seua emancipació. Es va posar fi a les prestacions de treball entre camperols, va disposar les bases de la tolerància religiosa al posar fi a les persecucions d'ortodoxos i protestants, va millorar i secularitzà l'educació i es van crear noves universitats.
Es va enfrontar amb suecs i otomans, i a aquests últims, en 1785, els va arrabassar Bukovina.

### Primer Repartiment de Polònia

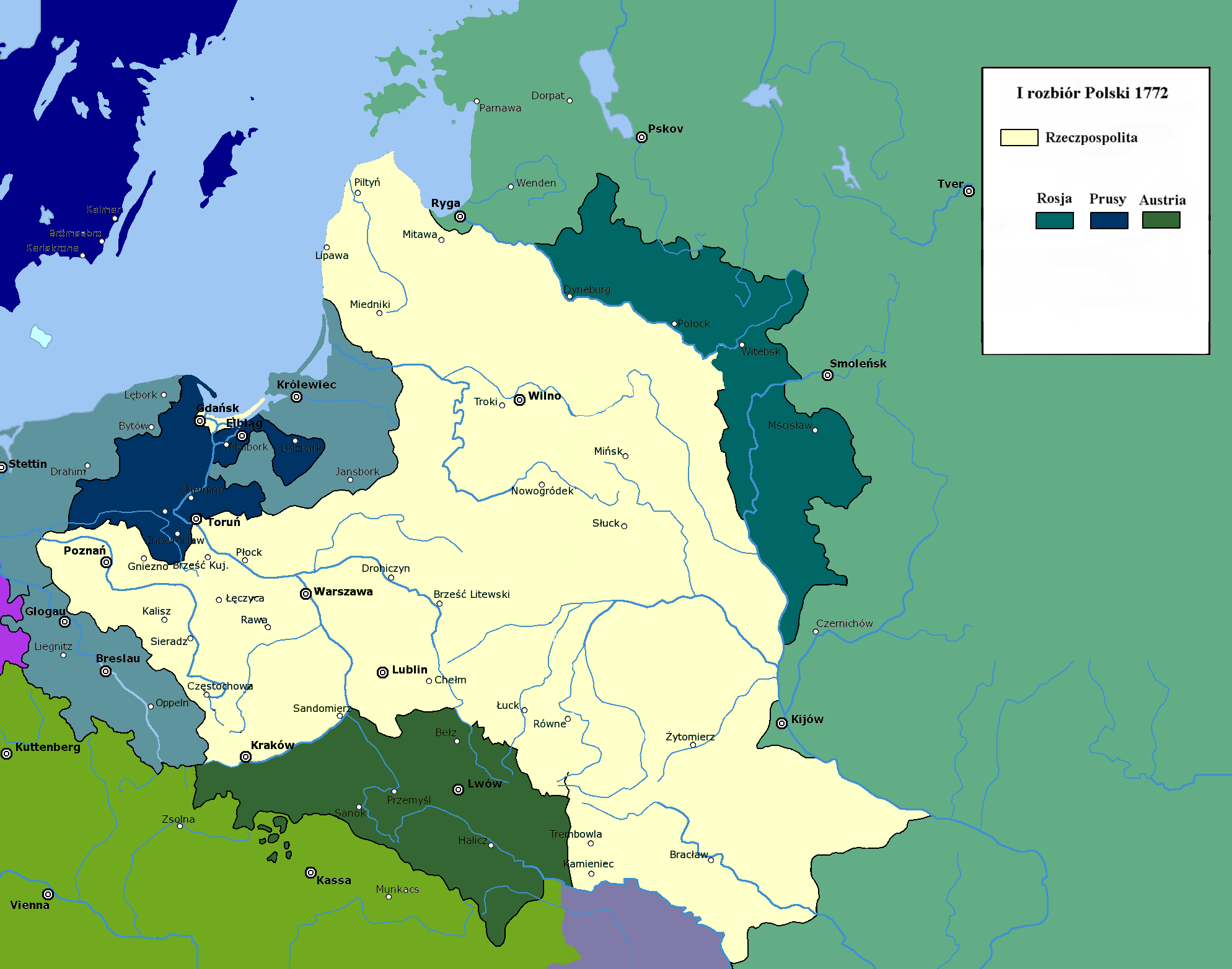
Les terres arrabassades per les tres potències en la partició de Polònia

En 1769 un grup d'aristòcrates polonesos reformistes va fundar la Confederació de Bar per oposar-se al rei Estanislau August Poniatowski i per lluitar contra la influència russa a Polònia; aviat la Confederació de Bar va prendre militarment diverses fortificacions i ciutats desafiant l'autoritat del monarca. Altres grans aristòcrates polonesos es van oposar a la Confederació i van demanar una vegada més suport militar i financer a l'Imperi Rus i Prússia, mentre que els confederats van demanar auxili a Àustria, la qual cosa va donar a aquests països el pretext per a una intervenció militar.
A principis d'agost, els exèrcits dels tres països van envair la confederació, amb l'excusa que la revolta de la Confederació de Bar generava una perillosa inestabilitat a Polònia, i van ocupar els territoris que havien acordat repartir el 22 de setembre de 1772., vencent la resistència militar El 5 d'agost de 1772 van publicar el manifest sobre l'ocupació, al·legant que buscaven preservar l'autoritat del rei polonès Estanislau August però demandant territoris polonès-lituans a canvi d'això, per sorpresa i espant del país, esgotat per les disputes amb la Confederació de Bar. Les fortaleses de Tyniec i Częstochowa van resistir fins a finals de març de 1773 i Cracòvia va caure el 28 d'abril.
Tot i que Àustria era la menys interessada en la partició, va rebre la major proporció de la població de l'antiga població polonesa i la segona major quota de territori (83,000 km² and 2,650,000 people). A Àustria li van correspondre Zator i Auschwitz (Oświęcim), part de la Petita Polònia amb parts dels comtats de Cracòvia i Sandomierz (amb les riques mines de sal de Bochnia i Wieliczka), i la totalitat de Galítsia, menys la ciutat de Cracòvia, en contra de l'opinió de la seua mare.

### Guerra de Successió bavaresa
En 1778, després de la mort sense fills de Maximilià III Josep de Baviera, tropes austríaques van ocupar Baviera, i Frederic, que no acceptava cap maniobra que poguera reforçar el poder i la influència d'Àustria en el sud d'Alemanya i interferir en la seua intenció d'unir Prússia amb els marcgraviats d'Ansbach i Bayreuth, va convèncer el duc Carles de Zweibrücken, següent en la línia de successió bavaresa, i a l'elector de Saxònia Frederic August III, que reclamava una altra part de Baviera, a protestar, i com Àustria es va negar a retirar-se de Baviera, al juliol de 1778, Frederic i el príncep Enric van envair el regne Habsburg de Bohèmia; les forces austríaques a les ordres de Josep II van mantenir les seues posicions al llarg de la frontera entre Silèsia i l'Arxiducat d'Àustria. L'enfrontament va començar amb breus escaramusses, ja que cap de les parts volia arriscar-se a un conflicte obert. Els intents per evitar la guerra es van fer a través de la correspondència personal entre Frederic i Maria Teresa i la mediació de l'Imperi Rus i el Regne de França. A causa de l'actitud hostil de Rússia enfront d'Àustria durant les negociacions, aquest últim país va portar a terme la major part de les concessions en el Tractat de Teschen de 1779, que va posar fi a la guerra. El Tractat establia que Àustria havia de retornar a Baviera tot el territori que havia adquirit en l'últim any, excepte un menut districte en la part oriental del riu Inn; també Àustria havia d'accedir a la futura unió de Prússia amb Ansbach i Bayreuth; i finalment, l'elector de Saxònia rebria una indemnització en diners en canvi dels territoris bavaresos que reclamava.

### Govern en solitari
La mort de la seva mare Maria Teresa el 29 de novembre de 1780 va deixar Josep lliure per seguir la seva pròpia política, i immediatament va dirigir el seu govern cap a un nou camí influït pel seu canceller d'Estat Wenzel Anton, Príncep de Kaunitz-Rietberg intentant fer realitat el seu ideal de despotisme il·lustrat definint un sistema per al bé comú, millorant i secularitzant l'educació i creant noves universitats donant suport a les idees enciclopedistes, i per completar la submissió a l'estat laic, la secularització de les terres eclesiàstiques, i la reducció dels ordes religiosos i del clergat en general. Va emetre la Patent de Tolerància de 1781 que proporcionava una limitada llibertat de culte. Va promocionar de la unitat administrativa mitjançant l'ús obligatori de l'alemany en l'administració, substituint el llatí o, en alguns casos, les llengües locals, tot allò que des del punt de vista de la il·lustració semblava raonable.
Va iniciar una política de liberalització comercial, es va fomentar el desenvolupament de la "indústria" i es va unificar el sistema fiscal, iniciatives basades en idees mercantilistes amb les quals es va tractar d'impulsar l'economia. Va abolir la servitud i les corporacions en donar garanties als camperols sobre la propietat permetent la seua emancipació que la seva mare havia començat, abolint la servitud el 1781 i decretant en 1789 que els pagesos s'havien de pagar en metàl·lic en comptes d'obligacions laborals, una política rebutjada amb violència per la noblesa, el clergat, els comerciants i els camperols ja que l'economia de bescanvi no tenia diners. Josep també va abolir la pena de mort el 1787, una reforma que es va mantenir fins al 1795.
Amb l'esclat de la Revolució Francesa el 1789, Josep va intentar ajudar la família de la seva germana, la reina Maria Antonieta de França, i el seu marit, el rei Lluís XVI. Josep va vigilar el desenvolupament de la revolució i es va implicar activament en la planificació d'intents de rescat.

### Guerra russo-turca (1787-1792)
Va estrènyer les relacions amb Rússia a la qual va donar suport militar en la guerra que lluitava contra Turquia el febrer de 1788, quan els otomans s'havien concentrat a Belgrad i els austríacs confiaven en el suport rus a Moldàvia. El juliol els otomans van travessar el Danubi i van irrompre al Banat austríac però els otomans van evacuar Bessaràbia i Valàquia i Ernst Gideon von Laudon va reconquerir Belgrad i Bucarest i Sèrbia fou ocupada pels Habsburg. El Tractat de Sistova del 4 d'agost de 1791 va cloure la guerra i Àustria va retornar tot el territori conquerit tret de la cessió d'Orsowa.